# Hypsilurus schoedei
Hypsilurus schoedei är en ödleart som beskrevs av  Vogt 1932. Hypsilurus schoedei ingår i släktet Hypsilurus och familjen agamer. Inga underarter finns listade i Catalogue of Life.